# Cratere Radames
Radames  è un cratere sulla superficie di Eros.